# عمر فلاته
عمر بن محمد بكر الفُلَّاني الشهير بفُلَّاته (1345- 1419 هـ)، عالم ومحدث سعودي من أصل إفريقي، اشتهر بتدريسه في المسجد النبوي وإدارته لدار الحديث المدنية.

## نسبه ونشأته
اسمه: عمر بن محمد بكر الفُلَّاني أو فُلَّاته، والفلاني نسبة إلى قبيلة إفريقية، وقد اشتهر بلقب فُلَّاته، ولد سنة 1345 قرب مكة المكرمة، وقد سافر أبواه من إفريقيا إلى مكة للحج، ثم انتقلا به بعد ولادته بسنة إلى المدينة المنورة.
وكانت بداية تعليمه بدار العلوم الشرعية بالمدينة المنورة وحصل فيها على شهادة المعارف من وزارة التعليم سنة 1363هـ،، وأصبح من خلالها معلما، ثم أكمل دراسته في دار الحديث وحصل على شهادتها العالية سنة 1367 هـ.
وكان قد حفظ القرآن وهو ابن عشر سنوات، ودرس على علماء عدة وحصل منهم على إجازات كان أبرزهم الشيخ عبد الرحمن الإفريقي حيث كان الشيخ ملازما له، ودرس على الشيخ محمد علي الحركان وزير العدل والأمين العام لرابطة العالم الإسلامي سابقا، والشيخ محمد جاتو حيث قرأ عليه الكثير من المتون، والشيخ صالح الزغيبي، والشيخ محمد إبراهيم الختني.

## أعماله
- درس في دار الحديث بالمدينة، ثم تولى نظارتها بعدو وفاة ناظرها شيخه عبد الرحمن الإفريقي سنة 1377هـ.[3][6]
- درس في المسجد النبوي قرابة الخمسين عامًا من 1370 هـ إلى وفاته، وكان درسه قريبًا من الروضة.[6]
- عمل مدرساً بالجامعة الإسلامية سنة 1385هـ وكلف بعمل الأمين العام المساعد، ثم أصبح أمينًا عامًّا لها.[7]
- عمل مسؤولًا عن مركز الدعوة بالجامعة الإسلامية.[8]
- عمل مديراً لمركز خدمة السنة والسيرة النبوية.
- لكثرة أشغاله لم يؤلف أيّ كتاب ولكن له العديد من المقدمات لبعض الكتب.[9]

## أخلاقه وصفاته
- قال عنه رفيقه عبد المحسن العباد: «كان من صفاته رحمه الله -كما هو معلوم لكلّ من عرفه- طلاقةُ الوجه وحسنُ الاستقبال، وكان رحمه اللهُ مع قلّة ماله وضعف حاله غنيّ النّفس سخيّ اليد رحمه الله تعالى، وكان حريصاً على نفع المسلمين، ومدّ يد العون لهم ومساعدتهم، وكان رحمه الله تعالى ذا تواضع جمّ يعرفُه من خالطه ومن رافقه في السّفر».[10]

وكان بينه وبين شيخه عبد الرحمن الإفريقي شبه واضح.

## موقع درسه بالمسجد النبوي
- كان درسه خلف المكبرية بالمسجد النبوي وكان آخر العلماء الذين درسوا بالمسجد القديم.[بحاجة لمصدر]

## جهوده
- للشيخ جهود كبيرة في تحديد حدود حرم المدينة.
- للشيخ دور مهم في إعادة بناء وإعمار وقف دار الحديث.
- الشيخ كان مأذوناً شرعياً عقد الكثير من الأنكحة لأهالي المدينة المنورة.[11]

## عبادته
حج الشيخ ثلاثًا وخمسين حجة من سنة 1365هـ إلى سنة 1418 هـ ولم يتخلف عن الحج إلا سنة 1367هـ بسبب تمريض مريض عنده.

## وفاته
توفي في المدينة المنورة صبيحة الأربعاء 29 من شهر ذي القعدة 1419هـ الموافق 17 مارس 1999، وكان قد رقد بمستشفى في الرياض وعاد منها إلى المدينة المنورة في صبيحة الثلاثاء 28 من ذي القعدة وتوفي من غده، وصُلي عليه بالمسجد النبوي ودفن بمقبرة البقيع.

## قالوا عنه
- قال الشيخ ابن باز لأحد تلامذته وهو مسافر إلى المدينة : اسأل في المدينة الشيخ عمر فلاته والشيخ عبد المحسن العباد. [بحاجة لمصدر]
- عبد المحسن العباد: كان رحمه الله على عقيدة السّلف ومنهجهم، ملتزماً بما جاء عن الله وعن رسوله ﷺ، حريصاً على معرفة الدّليل، واقتفاء آثار السّلف.[3]

### معلومات المراجع كاملة
- عبد المحسن العباد (2000)، الشيخ عمر بن محمد فلاته رحمه الله وكيف عرفته، الدمام: دار ابن القيم، QID:Q118109067